# Cobubatha rilla
Cobubatha rilla là một loài bướm đêm trong họ Noctuidae.